# 피에르 에이트
피에르 에티엔 루이 에이트(프랑스어: Pierre-Etienne-Louis Eyt, 1934년 6월 4일 ~ 2001년 6월 11일)는 프랑스 가톨릭교회의 추기경이자 저명한 교의신학자이다. 보르도 대교구장을 지냈다.

## 어린 시절과 사제품
프랑스 라륀 태생으로 장 에이트와 조세핀 가바스토우 사이에서 태어났다. 피에르 에이트는 비오 10세 신학교와 로마의 교황청립 그레고리오 대학교 등에서 공부하였으며 신학 분야에서 박사학위를 받았다. 1961년 6월 29일 사제로 서품되었다.
1961년부터 1963년까지 바욘 교구 지역에서 사목 활동을 하였다. 1981년에는 툴루즈 가톨릭 대학교와 파리 가톨릭 대학교의 학장이 되었다. 또한 그는 국제 신학 위원회 위원으로도 활동하였다.

## 주교품
1986년 6월 7일 교황 요한 바오로 2세에 의해 보르도의 보좌주교로 임명되었다. 그의 주교 서품식은 같은 해 9월 28일 거행되었다. 1989년 5월 31일 보르도 대교구장직을 승계받았다.

## 추기경
1994년 11월 26일 산 트리티나 알 몬테 핀치오 성당의 사제급 추기경으로 서임되었다. 1999년부터 암에 걸려 투병생활을 하다가 2001년 6월 11일 향년 67세로 타계하였다.